# Gravity Defied
Gravity Defied — Trial Racing — гра-симулятор для мобільних телефонів на платформі J2ME, розроблена Codebrew Software. Зараз існує безліч модифікацій гри, оскільки будь-який охочий може змінити рівні та контент за допомогою редактора GD Track Editor. Перший реліз відбувся в 2004 році - Codebrew Software представила демо версію. 2 квітня 2005 з'явилася повна версія гри. У 2016 році була випущена версія гри для операційної системи Android

## Геймплей
Доступні три режими складності, що містять у собі кілька рівнів з унікальними назвами. Також є можливість вибирати т. н. ліги (100сс, 175сс, 220сс і секретна 325сс, яка вручається тільки при повному проходженні гри) - це нові моделі байків, які відкриваються по черзі при проходженні режимів складнощів. Нові мотоцикли мають слухнянішу керованість, кращу швидкість і прохідність, ніж попередні.
Мотоцикл управляється гонщиком гравця. Мета кожного заїзду - пройти двовимірний рівень до кінця як можна швидше, не впавши з мотоцикла, при цьому враховуючи різного роду зовнішні впливи (гравітація, гострі кути і т. п.). Найперші рівні ненав'язливо навчають гравця основам водіння, таким як подолання крутих нахилів, стрибки.

## Технічні особливості
Будучи грою, написаною на платформі J2ME MIDP 1.0, вона підтримує майже всі мобільні телефони, а також різного роду емулятори. У постійній пам'яті грі потрібно всього 80 КБ вільного місця.
Графічна складова разом з двовимірної фізикою утворюють захоплюючий процес. Так, наприклад, при включеній опції перспективи траса знаходить неправдиву тривимірність, побудовану тільки за допомогою прямих відрізків, з'єднаних за допомогою фіксованих точок. У грі є досить реальна фізика для такого типу гри: при падінні з великої висоти враховується також і прискорення вільного падіння, а віртуальний водій рухається, реагуючи на натискання клавіш телефону.

## Редактори рівнів
На початку 2007 року була зроблена перша спроба створення редактора рівнів «Gravity Defied»для мобільних телефонів. Реалізація вийшла не зовсім вдалою, але незабаром вийшов Gravity Remix , що надає базові можливості по зміні рівнів гри. У ній не було функцій роботи з файловою системою, тому подивитися результат своєї роботи можна було тільки на своєму ж самому телефоні. Також ця модифікація гри некоректно працювала на платформі Siemens S-Gold. Зараз Remix можна завантажити просто для ознайомлення, тому що створено новий, досконаліший редактор Gravity Edit.
Навесні 2007 року з'явилася перша версія популярного комп'ютерного редактора рівнів - Gravity Defied Track Editor 2.0. У ньому не було широких можливостей - можна було створювати свій levels.mrg з нуля і створювати свої рівні. Зараз існує версія 2.4, яка має більш широкі можливості.

## Модифікації
Так само навесні 2007 року один з авторів комп'ютерного редактора Сергій Бобров (BlackFan) створив музичну версію гри.
У 2008 році командою Alibom.TEAM розроблена професійна модифікація гри - Gravity Defied: Reprise. У ній надана можливість завантажувати файли рівнів з бази в Інтернеті, добавлена музика, з'явилася можливість змінювати колірні схеми і загальний геймплей.

## Цікаві факти
- У листопаді 2008 року на сайті Codebrew Software з'явилася інформація про розробку другої частини гри - Gravity Defied: Part 2 , але ніяких подробиць про нову версію гри отримано не було.
- У листопаді 2010 року iMod Team створила проект Gravity Defied Wiki, в якій є всі статті про модифікацію GD, статті про самих видатних авторів.